# Yomei
Keizer Yōmei (用明天皇, Yōmei-tennō) was de 31e keizer van Japan volgens de traditionele volgorde. Hij regeerde van 585 tot aan zijn dood in 587.
In de Nihonshoki wordt zijn geboortenaam gegeven als Toyohi no Mikoto (橘豊日尊). Verder wordt hij in verschillende bronnen Prins Ōe (大兄皇子, Ōe no Miko, letterlijk kroonprins) en Prins Ikebe (池辺皇子, Ikebe no Miko) genoemd. Die tweede naam is een vernoeming naar het paleis waarin hij woonde.

## Genealogie
Yōmei was de vierde zoon van keizer Kimmei. Zijn moeder was Soga no Kitashihime, een dochter van Soga no Iname. Hij was de halfbroer van keizer Biratsu, die hij na zijn dood opvolgde.
In 586 nam Yōmei zijn halfzus Prinses Hashihoto no Anahobe (穴穂部間人皇女, Hashihito no Anahobe no Himemiko), wier moeder ook een dochter was van Iname, als zijn hofdame. Met haar kreeg hij vier zonen, waaronder prins Shotoku Taishi, die later kroonprins en regent werd van keizerin Suiko.

## Gebeurtenissen tijdens Yōmei's leven
Yōmei werd keizer in 585 na de dood van Bidatsu. Zijn regeerperiode duurde maar twee jaar. In de vierde maand van 587 stierf Yōmei.
Enkele invloedrijke leden van de hofhouding van keizer Bidatsu, waaronder Mononobe no Moriya en Soga no Umako, behielden hun posities tijdens Yōmei's regeerperiode. Umako was de zoon van Sogo Iname no Sukune, en derhalve een van Yōmei's neven.
Vanwege de korte duur van zijn regeerperiode, was Yōmei niet verantwoordelijk voor noemenswaardige veranderingen in Japan. Wel zorgde zijn steun voor het boeddhisme voor spanning met aanhangers van het shintoïsme. Moriya, de meest invloedrijke aanhanger van het shintoïsme, spande samen met prins Anahobe om te proberen de troon over te nemen na Yōmei's dood. Mogelijk waren de twee zelfs verantwoordelijk voor Yōmei's dood, maar dit is niet zeker.
Na Yōmei's dood ontstond een gewapend conflict over wie hem zou opvolgen. Voorstanders van het boeddhisme, onder leiding van prins Shōtoku, vochten een oorlog tegen de aanhangers van het oude geloof en het shintoïsme. Shōtoku's leger won, waarmee een einde kwam aan de al jaren durende strijd over de introductie van het boeddhisme.
* Regent Jingu staat niet op de traditionele lijst.